# (18293) Пилюгин
(18293) Пилюгин (лат. Pilyugin) — типичный астероид главного пояса, открыт 27 сентября 1978 года советским астрономом Людмилой Черных в Крымской астрофизической обсерватории и 21 марта 2008 года назван в честь советский учёного и конструктора Николая Пилюгина.

## Обнаружение и именование
(18293) Пилюгин
Открыт 27 сентября 1978 года в Крымской астрофизической обсерватории Л. И. Черных.
Николай Алексеевич Пилюгин (1908—1982) был генеральным конструктором автономных систем управления и вычислительной техники для ракетно-космической техники. Его изобретения позволили реализовать такие программы, как "Спутник", "Луна", "Восток" и многие другие.
Оригинальный текст (англ.)18293 Pilyugin
Discovered 1978 Sept. 27 by L. I. Chernykh at the Crimean Astrophysical Observatory.
Nikolaj Alekseevich Pilyugin (1908—1982) was the general designer of autonomous control systems and computers for space rocketry. His inventions allowed the realization of programs such as Sputnik, Luna, Vostok and many others.
Источники: 20080321/MPCPages.arc; M.P.C. 62355.

## Орбита

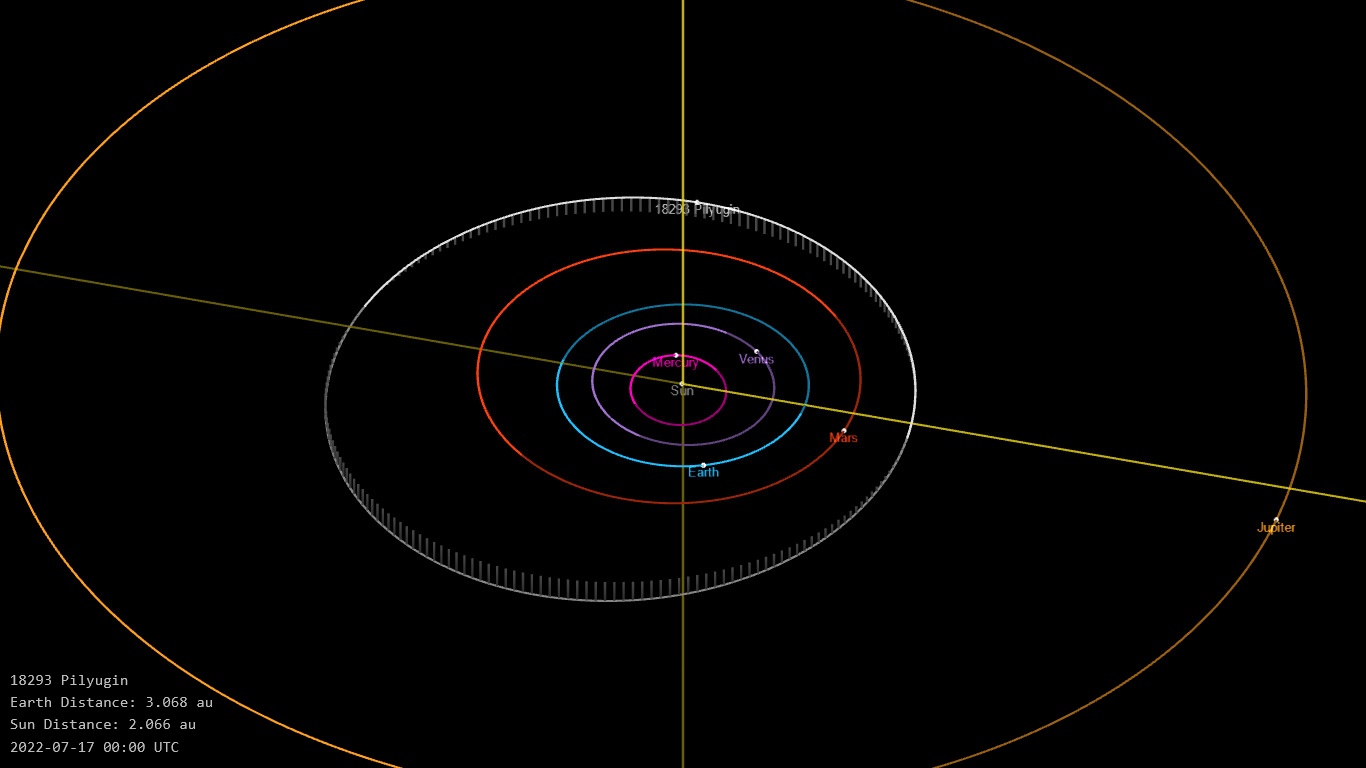
Орбита астероида Пилюгин и его положение в Солнечной системе

## Физические характеристики
Астероид относится к таксономическому классу S.
По результатам наблюдений системы телескопов панорамного обзора и быстрого реагирования Pan-STARRS, наблюдений системы последнего оповещения о столкновении астероида с Землей Asteroid Terrestrial-impact Last Alert System абсолютная звёздная величина астероида сначала оценивалась равной 14,75±0,20m, позже — 14,34±0,427m.